# 博奕打ち 一匹竜
『博奕打ち 一匹竜』（ばくちうち いっぴきりゅう）は、日本の映画。東映製作。1967年（昭和42年）5月3日公開。89分。同年1月28日公開の『博奕打ち』に次ぐ『博奕打ちシリーズ』の第2作目である。

## 概要
前作に引き続き、監督に東映時代劇や任侠映画の名作を多く手がけ『博徒シリーズ』等で知られる小沢茂弘、脚本に『柳生武芸帳(東映制作版)』等で人気を博した高田宏治、主演に1960年代にブームを巻き起こした任侠映画路線において高倉健らと共に第一線で活躍した当時の国民的人気俳優、鶴田浩二を迎える。その他の出演陣にも、待田京介や山城新伍、河野秋武等が前作に引き続き名を連ねる。キャッチコピーは『無頼博徒の金看板　刺青(がまん)㊙の世界を裸にする！』
　

## あらすじ
大正時代初期、鯉幟のはためく季節、大阪の町。巷で噂の腕利き刺青師・相生宇之吉(鶴田浩二)は、杯を交わしていた一家の解散と共に東京へ移り、刺青師としての修業を積んで名を売り、五年ぶりに大阪へ戻って来た渡世人である。宇之吉は幼馴染の渡世人・立花(待田京介)と共に訪れた銭湯で、居合わせた客・林源太郎(藤山寛美)から、大阪の刺青師で一番だと謳われていた彫安(河野秋武)が、現在では針を捨て腑抜けの様な生活を送っていると聞く。彫安は、宇之吉の体に「一匹竜」の見事な刺青を施した張本人であり、自身の刺青の師であった。宇之吉は林の話を頼りに、彫安の娘が働いていると言う松島の女郎部屋を訪れ、そこで彫安の娘である小雪(木村俊恵)と長之助(江幡高志)夫妻が、息子の病気や生活苦について話しているのを聞く。彫安ら家族を陥れたのは、大勧進一家鬼若組組長・鬼若五郎(天津敏)であった。鬼若は、自らの兄である刺青師・彫久(遠藤辰雄)の名を上げる為に、大阪随一と噂される彫安を邪魔に思い博奕に溺れさせ、借金地獄に陥れたのであった。宇之吉は師である彫安と、その家族である小雪らを救う為、鬼若組による数々の妨害を受けながらも奔走する。
同じ頃、大勧進一家二代目親分・伊勢豊三郎(中村竹弥)ら親分の間では、近々英国皇室の御仁が刺青を入れに来日するとの話を受けての寄合が行われ、来る端午の節句に刺青の腕を競う我慢大会を開催し、一等になった刺青師に皇室御仁の刺青を任せる事が決まった。

## スタッフ
- 監督：小沢茂弘
- 企画：俊藤浩滋、橋本慶一
- 脚本：小沢茂弘、高田宏治
- 編集：堀池幸三
- 音楽：津島利章
- 美術：大門恒夫
- 録音：野津裕夫
- 照明：増田悦章
- 撮影：わし尾元也
- 進行主任：福井良春
- 擬斗：谷明憲
- 衣裳：豊中健
- 結髪：妹尾茂子
- 美粧：佐々木義一
- 装飾：清水悦夫
- 装置：上田正直
- 記録：田中美佐江
- 助監督：大西卓夫
- 刺青：毛利清二
- 指導：山田文三(彫文)、関川弘喜(二代目彫満)、石本久吉
- 協賛：江戸彫勇会有志

## キャスト
- 相生宇之吉：鶴田浩二
- 立花清：待田京介
- でこ松：山城新伍
- お君：松尾嘉代
- 小雪：木村俊恵
- 伊勢豊三郎：中村竹弥
- 鬼若五郎：天津敏
- 蛇熊：小松方正
- 彫久：遠藤辰雄
- 彫安：河野秋武
- 野田長之助：江幡高志
- 鬼念仏の憲：汐路章
- 南文次：唐沢民賢
- 藤村兼七：相原昇
- 太田黒甚作：簑和田良太
- こんこん次郎：国一太郎
- 金丸新兵：平参平
- 桜田市三：結城哲也
- 浴客：名護屋一、野口泉
- 丙：大城泰
- 浴客：島田秀雄
- 医者：那須伸太朗
- 船員：高並功
- 若い衆：西田良
- はげ牛：志賀勝
- 浪花福：村居京之輔
- 中林喜平：浪花五郎
- 中沢治助：市川裕二
- 丁：藤本秀夫
- 甲：泉好太郎
- 乙：若水淳
- 小雪の息子：松内孝夫
- 小芳：鶴見久子
- お篠：日高綾子
- お竹：都賀静子
- 林源太郎：藤山寛美
- 岩切寅松：丹波哲郎
- 以下ノンクレジット
- 鬼若の子分：池田謙治、平河正雄、福本清三、藤沢徹夫、小峰一男、大矢正利
- 客：宮城幸生
- 子分：前川良三

## 併映
『侠客道』
- 脚本：笠原和夫、宮川一郎 / 監督：鈴木則文 / 主演：安藤昇

## 映像ソフト
- 2006年11月18日より東映ビデオからDVDが発売。